# Ulica Gdyńska we Wrocławiu
Ulica Gdyńska – nieużywana już nazwa ulicy wrocławskiego Nadodrza, obecnie będącej początkowym odcinkiem ulicy Pomorskiej, pomiędzy Mostami Pomorskimi a skrzyżowaniem z ulicą Dubois.
Zlokalizowana była na  terenach, na których znajdowały się niegdyś i rozbudowywane były fortyfikacje miejskie Przedmieścia Odrzańskiego: w 1640 roku zbudowano tu najpierw bastion, a w latach 1657–1680 powstało na jego miejscu Oderkronwerke (odrzańskie dzieło koronowe, zaprojektowane w systemie holenderskim przez Valentina von Säbischa), które jeszcze sto lat później, w czasach pruskich, uległo dalszym przekształceniom i rozbudowie.
Po likwidacji fortyfikacji miejskich, którą rozpoczęto w 1807 wskutek decyzji Hieronima Bonapartego – zdobywcy miasta w kampanii napoleońskiej 1806-1807 – odrzańskie dzieło koronowe przestało istnieć, dzięki czemu mogły się rozwinąć znajdujące się tu składy soli i węgla oraz drogi dojazdowe (Salz- i Kohlen Gasse, na późniejszych planach już jako -Straße, obecnie zaś Cybulskiego i Dubois). Na południe od skrzyżowania Rosenthaler Straße i Kohlen Straße wyznaczono już w 1808 roku niespełna półhektarowe pole cmentarne dla parafii św. Macieja Apostoła; w latach 20. XIX w. cmentarz powiększył się o działkę po zlikwidowanej gospodzie Birn Baum, a w 1827 wybudowano tu kaplicę cmentarną pw. Św Grobu. Cmentarz funkcjonował tu do roku 1867, a od 1912 na jego terenie zaczęto budować kamienice.
Po wybudowaniu w 1930 roku północnego Mostu Pomorskiego wytyczono nową ulicę prowadzącą doń ze skrzyżowania Rosenthaler Straße i Kohlen Straße, częściowo poprzez teren zlikwidowanego cmentarza. Ulicę tę nazwano  Am Oderkronwerk, po 1945 r. przemianowano ją na Gdyńską). 11 grudnia 1951 roku Miejska Rada Narodowa podjęła decyzję o likwidacji nazwy ulicy Gdyńskiej i włączeniu znajdujących się tam posesji do ulicy Pomorskiej (równocześnie dotychczasowy południowo-wschodni odcinek Pomorskiej takim samym zabiegiem formalnym przypisano do ul. Dubois). 